# Wybory w Estonii
Estonia wybiera ustawodawcę na poziomie krajowym. Riigikogu ma 101 członków, wybieranych na czteroletnią kadencję przez reprezentację proporcjonalną. Szef państwa – prezydent – jest wybierany na pięcioletnią kadencję parlamentu (runda 1 – 3) lub kolegium wyborców (4 i kolejne rundy). Estończycy wybierają także rady samorządu terytorialnego, które różnią się wielkością. Prawo wyborcze określa minimalną wielkość rady w zależności od wielkości gminy. Samorządy lokalne również są wybierane przez reprezentację proporcjonalną.
- Minimalna liczba członków rady wyznaczona jest na co najmniej 7 miejsc
- Powyżej 2000 mieszkańców: co najmniej 13 miejsc
- Powyżej 5000 mieszkańców: co najmniej 17 miejsc
- Powyżej 10000 mieszkańców: co najmniej 21 miejsc
- Powyżej 50 000 mieszkańców: co najmniej 31 miejsc
- Powyżej 300 000 mieszkańców: co najmniej 79 miejsc

W Estonii występuje system wielopartyjny. Często żadna ze stron nie ma szans na samodzielne sprawowanie władzy, więc partie muszą współpracować ze sobą, tworząc rządy koalicji.
Wybory publiczne miały miejsce w następnych latach:
- Riigikogu (parlament): 1992, 1995, 1999, 2003, 2007, 2011, 2015
- Lokalne/miejskie: 1993, 1996, 1999, 2002, 2005, 2009, 2013
- Parlament Europejski: 2004, 2009, 2014
- Referenda: 2003 (EU)
- Prezydenckie: 1992 (Wybory prezydenckie od 1996 roku miały miejsce w Riigikogu lub Kolegium Elektorów)

## Ostatnie wybory krajowe[1]
| Partia                            | Głosy   | %    | Miejsca | +/–  |
| --------------------------------- | ------- | ---- | ------- | ---- |
| Eesti Reformierakond              | 158,897 | 27.7 | 30      | –3   |
| Eesti Keskerakond                 | 142,457 | 24.8 | 27      | +1   |
| Sotsiaaldemokraatlik Erakond      | 87,168  | 15.2 | 15      | –4   |
| Isamaa ja Res Publica Liit        | 78,679  | 13.7 | 14      | –9   |
| Eesti Vabaerakond                 | 49,882  | 8.7  | 8       | Nowa |
| Eesti Konservatiivne Rahvaerakond | 46,763  | 8.1  | 7       | +7   |
| Erakond Eestimaa Rohelised        | 5,191   | 0.9  | 0       | 0    |
| Rahva Ühtsuse Erakond             | 2,290   | 0.4  | 0       | Nowa |
| Eesti Iseseisvuspartei            | 1,045   | 0.2  | 0       | 0    |
| Eestimaa Ühendatud Vasakpartei    | 763     | 0.1  | 0       | Nowa |
| Niezależni                        | 886     | 0.2  | 0       | 0    |
| Nieprawidłowe/puste głosy         | 3,755   | –    | –       | –    |
| Razem                             | 577,914 | 100  | 101     | 0    |
| Zarejestrowani wyborcy/frekwencja | 899,793 | 64.2 | –       | –    |
| Źródło                            |         |      |         |      |

## Referenda
Konstytucja Estonii daje parlamentowi prawo do złożenia projektu referendum lub projektu krajowego (art. 105 Konstytucji). Wynik głosowania jest wiążący. Jeśli projekt ustawy, która jest poddawana referendum, nie uzyska większości głosów, Prezydent deklaruje nadzwyczajne wybory do Parlamentu.
Są pewne kwestie, których nie można poddać referendum: kwestie dotyczące budżetu, opodatkowania, zobowiązań finansowych państwa, ratyfikacji i wypowiadania traktatów międzynarodowych, deklaracji lub wypowiedzenia stanu wyjątkowego lub obrony narodowej (art. 105 Konstytucji).
Niektóre fragmenty Konstytucji (rozdziały "Postanowienia ogólne" i "Zmiana Konstytucji") mogą zostać zmienione jedynie przez referendum (artykuł 162 Konstytucji). Reszta Konstytucji może zostać zmieniona przez
- referendum;
- dwóch członków parlamentu;
- Parlament w trybie pilnym (art. 163 Konstytucji[2]).

Większość (trzy piąte) Parlamentu wymaga złożenia projektu ustawy o zmianie Konstytucji w referendum (artykuł 164 Konstytucji).
Parlament Europejski przyjął referendum 2 razy od kiedy Estonia odzyskała niepodległość od ZSRR.
- w 1992 r. referendum w sprawie nowej konstytucji i obywatelstwa
- referendum w sprawie członkostwa Estonii w Unii Europejskiej w 2003 r

Ponadto w 1991 r. odbyło się referendum w sprawie estońskiej niezależności, podczas gdy Estońska SRR była nadal częścią ZSRR.